# Радзивилл, Людовика Каролина
Людови́ка Кароли́на Радзиви́лл (Людвика Каролина Радзивилл; 27 февраля 1667, Кёнигсберг — 25 марта 1695, Бжег) — литовская меценатка; княжна из рода Радзивиллов; жена маркграфа бранденбургского в первом браке; жена курфюрста Пфальца во втором браке. Единственная дочь и наследница конюшего великого литовского, князя-магната Богуслава Радзивилла (1620—1669) от брака с Анной Марией Радзивилл (1640—1667).

## Биография
Мать умерла при родах; в два года лишилась и отца, умершего в 1669 году. Воспитывалась в Берлине в семье родственников — в семье курфюрста бранденбургского. Вышла замуж за маркграфа Людвига (1666—1687), младшего сына от первого брака курфюрста бранденбургского Фридриха Вильгельма. Овдовев, в 1688 году стала женой курфюрста пфальц-нейбургского Карла III Филиппа. Жила в Берлине, затем в Гейдельберге.
После смерти отца Богуслава Радзивилла, последнего по мужской линии представителя биржанской ветви магнатской фамилии Великого княжества Литовского, получила в наследство обширные владения в Литве и Белоруссии — Биржи, Кейданы, Невель, Себеж, Копысь, Слуцкое княжество с городами Слуцк, Копыль, Старобин и другие имения. В последнюю треть XVII века — первую треть XVIII века Слуцк был центром этой огромной латифундии. Управление осуществлял по поручению владелицы и её наследниц, пфальц-нейбургских принцесс, администратор («слуцкий староста» или «губернатор»).
Покровительствовала в своих владениях кальвинистам и православным. Благодаря её средствам в Слуцке действовала типография, переведённая из Митавы в 1672 году. Значительные средства выделялись для слуцких православных церквей и монастыря. На её средства (12 стипендий) обучались в университете Кёнигсберга выходцы из белорусских кальвинистских семей. Денежной поддержкой для продолжения учёбы в Берлине, Оксфорде, Франкфурте-на-Майне пользовались также выпускники Слуцкой кальвинистской гимназии.

### Дети
Дети от второго брака с пфальцским курфюрстом Карлом III Филиппом:
- Леопольдина Элеонора Жозефина (1689—1693)
- Мария Анна (1690—1692)
- Елизавета (1693—1728)
- сын (род. 1695 и умер во младенчестве)